# Xaver Varnus
Xaver Varnus (Kőbánya, 29 aprile 1964) è un organista ungherese naturalizzato canadese.

## Biografia
I suoi genitori erano Theresa Tabori e Xaver Raymond Varnus. Ha ricevuto la sua educazione musicale al Conservatorio di musica di Budapest con Gábor Lehotka, Melinda Kistétényi, Jozsef Karpati e István Baroti. Ha poi preso lezioni private di organo e composizione con Pierre Cochereau a Parigi e Lorenz Stolzenbach a Lipsia.
Dal 1977 al 1982 Varnus è stato organista nelle chiese di San Ladislao e Santa Teresa a Budapest. Nel 1983 si è trasferito a Toronto, dove è stato organista della Coldstream Presbyterian Church dal 1983 al 1985. Nel 1984 ha ottenuto la cittadinanza canadese. Varnus ha ricoperto vari incarichi come organista di chiesa in Canada: dal 1986 al 1987 Saint-Patrick a Montréal, dal 1987 al 1989 Saint-Donat a Saint-Donat-de-Montcalm, Québec. Dal 1986 al 1989 è stato Presidente della Canadian Organ Society. Nel 1989 ha concluso la sua attività di organista a tempo pieno e ha iniziato le sue prime tournée di concerti, in particolare in Europa e nella Germania dell'Est. Oltre all'esecuzione di brani classici per organo, la sua attività comprende improvvisazioni su temi prestabiliti e la collaborazione con musicisti nelle chiese. Nel 2017 sono stati circa 3000 i concerti di questo tipo. Dal 1992 al 2009 ha condotto programmi musicali sulla radio e televisione pubblica ungherese. Dal 2006 al 2009 è stato il primo organista del Müpa Budapest. Memorabile una esibizione al Berliner Dom nel 2013. 

## Discografia
- Varnus Xaver Recital nella Chiesa di Mattia a Budapest (LP, Hungaroton, 1990)
- Varnus suona Bach e improvvisa al Grande Organo della Chiesa dello Spirito Santo a Budapest (LP, Festival Art, 1990)
- Magia dell'organo: il leggendario virtuoso Xaver Varnus suona l'organo barocco dell'abbazia di Szentgotthárd (1992, Hungaroton, Bach, Mozart, Albinoni)
- Varnus suona Bach (1994, Kodály Conservatory Organ, Kecskemét)
- L'arte dell'improvvisazione (CD, 1995, CBC)
- Villon Dance Macabre (Archivio Aquincum, 1997, con György Faludy)
- Il Grande Organo della Chiesa di Mattia a Budapest: il leggendario concerto di Natale 1997 di Xaver Varnus (1998, Léon Boëllmann, Richard Wagner, Charles-Marie Widor, Louis Daquin, Edward Elgar)
- Quattro organisti leggendari, quattro improvvisazioni (Archivio Aquincum, 1998, Pierre Cochereau, Jean Guillou, Melinda Kistétényi, Xaver Varnus)
- Giardino d'inverno anno 1900 (2000, Marc-Antoine Charpentier et al.)
- I grandi maestri dell'improvvisazione: György Faludy & Xaver Varnus in concerto nella Chiesa dello Spirito Santo a Budapest (DVD, Alexandra Publishing House, 2000)
- Xaver Varnus suona il grande organo della sinagoga di via Dohány a Budapest - Il più grande recital d'organo di sempre (Alexandra Publishing House, 2002)
- Xaver Varnus Organ Recital Canterbury Cathedral (2004, DVD, Aquincum Archive Release, Louis-Nicolas Clérambault, César Franck, Jean-Sébastien Bach, Dezső Antalffy-Zsiross)
- Il leggendario organista Xaver Varnus suona Bach nella chiesa presbiteriana di Kőbánya (DVD, 2005, Aquincum Archive Release)
- Da Ravel a Vangelis (CD, Sony BMG, 2007) – Registrazione quattro volte disco di platino.
- La mia vita è l'organo (Sony BMG, 2007, Portrait-DVD)
- Pioggia, mezzanotte, cattedrale e organo registrati nella grande chiesa protestante di Debrecen (CD, 2008, Transatlantic Artists of Canada)
- Da Bach a Star Wars (CD, Sony BMG, 2008)
- Classica e Jazz (CD, Sony Music Entertainment, 2009)
- Xaver Varnus suona Bach e Mozart sull'organo dell'abbazia di Szentgotthard (CD, EMI, 2010)
- Due leggende viventi insieme: Xaver Varnus e Felix Lajko in Concerto al Palazzo delle Arti (CD-DVD, Palazzo delle Arti, 2013)